# Luis Miró Quesada de la Guerra
Luis Miró Quesada de la Guerra, né à Lima le 5 décembre 1880 et mort dans la même ville le 26 mars 1976, est un diplomate et homme politique péruvien.

## Biographie
Il suit la carrière diplomatique et est directeur du journal El Comercio détenu par a famille.
Il est maire de Lima de 1916 à 1918.